# Gideon Sa'ar
Pour les articles homonymes, voir Saar.
Gideon Sa'ar ou Guideon Saar (en hébreu : גדעון סער), né le 9 décembre 1966 à Tel Aviv-Jaffa, est un homme politique israélien.
D'abord membre de Tehiya, puis du Likoud et enfin de Nouvel Espoir qu'il a créé en 2020, il défend une ligne politique nationaliste et colonialiste.
Il est membre de la Knesset de 2003 à 2014, de 2019 à 2020 et depuis 2021. Il est successivement ministre de l'Éducation de 2009 à 2013, de l'Intérieur de 2013 à 2014, de la Justice entre 2021 et 2022, puis des Affaires étrangères depuis 2024.

## Biographie
À la naissance, Sa'ar se nomme Gideon Moshe Serchansky. Une partie de sa famille maternelle est originaire de Boukhara, tandis que son père a fait son alya en 1965 depuis l'Argentine. Il étudie les sciences politiques à l'université de Tel Aviv et y obtient un Bachelor of Arts puis un Bachelor of Laws.
Il s’engage en politique avec un parti d'ultra-droite, Tehiya, opposé notamment au retrait israélien de la péninsule du Sinaï Il adhère ensuite au Likoud.
Il travaille, de 1995 à 1997, dans le cabinet de Michael Ben-Yair (en), le conseiller juridique du gouvernement, puis dans le cabinet du procureur de l'État jusqu'en 1998.
Sa'ar rejoint ensuite le secrétariat du gouvernement en 1999, puis de 2001 à 2002 après la victoire d'Ariel Sharon lors de l'élection de février 2001.
Il est élu à la 16e Knesset sur la liste du Likoud lors des élections législatives de 2003. Sa'ar est nommé président du groupe parlementaire du Likoud. Il s'oppose au Plan de désengagement de la bande de Gaza et tente de faire passer une proposition de loi demandant un référendum sur ce plan.
Sa'ar est réélu à la 17e Knesset lors des élections législatives de 2006. Il garde son poste de président du groupe du Likoud et devient vice-président de la Knesset.
Lors de son second mandat, Sa'ar dépose deux propositions de lois : une pour emprisonner les employeurs qui licencient des femmes enceintes et une pour interdire les tests cosmétiques sur les animaux.
En décembre 2008, la liste de l'aile dure du Likoud menée par Sa'ar, Silvan Shalom et Moshe Feiglin remporte la primaire interne et Sa'ar se retrouve deuxième, derrière Benyamin Netanyahou, sur la liste du Likoud pour les élections législatives de 2009. Sa'ar est réélu lors des législatives et est nommé ministre de l'Éducation le 31 mars 2009.
Son action en tant que ministre de l'Éducation est marquée par l'accentuation de l'enseignement des valeurs et héros sionistes dans les programmes scolaires. Son travail est apprécié par les deux syndicats d'enseignants qui en mars 2013, au moment de la formation du gouvernement, expriment leur souhait de garder Sa'ar comme ministre de l'Éducation. Sa'ar lui aussi souhaite rester à ce poste mais après les négociations de formation du gouvernement de coalition, c'est le rabbin Shaï Piron (Yesh Atid) qui est nommé à la fonction de ministre de l'Éducation, alors que Sa'ar devient ministre de l'Intérieur,.
En février 2013, il est accusé par une lettre anonyme envoyée au Premier ministre Benyamin Netanyahou d'abus sexuels à l'encontre d'un membre de son cabinet. En mars, le procureur de l'État annonce que la lettre est un faux et innocente le ministre,. Du 18 mars 2013 au 4 novembre 2014, il occupe le poste de ministre de l'Intérieur dans le gouvernement Netanyahou III. Le 17 septembre 2014, il reconnait officiellement la minorité araméenne d'Israël comme un groupe ethnique, seul pays du Moyen-Orient à le faire ; les personnes se considérant comme araméennes peuvent s’enregistrer comme telles auprès de l’État. Il s’agit de diviser la minorité arabe d’Israël.
Il est de nouveau élu député en avril 2019, pour la 21e législature, et en septembre 2019, pour la 22e législature.
En novembre 2019, Benyamin Netanyahou, Premier ministre et dirigeant du Likoud, est inculpé pour corruption, fraude et abus de confiance. Alors que le chef du gouvernement est fragilisé par ses démêlés judiciaires et son incapacité à être reconduit à la suite des élections législatives d'avril et septembre, Sa'ar se positionne comme son principal opposant en vue des primaires internes. Le 26 décembre suivant, Gideon Sa'ar obtient 27,5 % des voix face à Netanyahou, qui est largement réélu avec 72,5 %.
Il annonce en décembre 2020 la fondation d'un nouveau parti, Nouvel Espoir, ayant « pour objectif de remplacer Netanyahou ». Gideon Sa'ar se prononce pour l’annexion des territoires palestiniens occupés et appelle à restreindre le pouvoir de la Cour suprême dans ses décisions sur les questions constitutionnelles. Il annonce son départ du Likoud et critique le « culte de la personnalité » de Netanyahou qui régnerait au sein du parti. Dans le même temps, il présente sa démission de la Knesset, étant remplacé par Nissim Vaturi (en),.
Le 13 juin 2021, il devient vice-Premier ministre et ministre de la Justice dans le gouvernement de Naftali Bennett.
Il quitte le gouvernement en décembre 2022, quand Benyamin Netanyahou retrouve le pouvoir. Le 12 octobre 2023, à la suite de l'accord conclu entre le Premier ministre Netanyahou et Benny Gantz pour la formation d'un cabinet d'unité nationale, il est nommé ministre sans portefeuille dans le gouvernement. Il en démissionne le 25 mars 2024, n’ayant pas été nommé au cabinet de guerre . Il le réintègre le 29 septembre en tant que ministre sans portefeuille et siège au cabinet de sécurité (en).
Devenu ministre des Affaires étrangères en novembre 2024, il annonce la fermeture de son ambassade à Dublin, affirmant que l'Irlande avait « franchi toutes les lignes rouges » par sa « rhétorique antisémite ».

### Positions politiques
Gideon Sa'ar appartient à la frange radicale de la droite israélienne. Il s'oppose à la solution à deux États et accuse Benyamin Netanyahou de mollesse pour avoir négocié avec le président de l’Autorité palestinienne, Yasser Arafat, dans les années 1990, et en n'annexant pas l'ensemble de la Cisjordanie.
Il vote en 2005 contre l’évacuation de la bande de Gaza et fait adopter par le Parlement en 2024 une résolution rejetant l'établissement d'un État palestinien, expliquant que « la décision de résolution est destinée à exprimer l’opposition générale qui existe parmi le peuple (israélien) à l’établissement d’un État palestinien, ce qui mettrait en danger la sécurité et l’avenir d’Israël ». La résolution « signale à la communauté internationale que la pression pour imposer un État palestinien à Israël est futile ».
Il dénonce en 2025 « l'antisémitisme » de l'ONU après une audience de la Cour internationale de justice (CIJ) consacrée à l’aide humanitaire dans la bande de Gaza, dont Israël interdit l’entrée. Il accuse par ailleurs l’agence de l’ONU pour les réfugiés palestiniens, l’UNRWA, d’être « un mandataire du Hamas ».
Partisan d’une politique de la poigne de fer contre les dizaines de milliers d’immigrés africains en situation illégale, il a fait ouvrir un centre de rétention dans le sud d’Israël pour les parquer.

## Vie privée
En 2012, Sa'ar se sépare de son épouse, mère de leurs deux filles, avec laquelle il vivait depuis vingt ans. En 2013, il épouse en secondes noces la journaliste et animatrice de télévision Geula Even, avec laquelle il a un garçon et une fille.

## Source
- (en) Cet article est partiellement ou en totalité issu de l’article de Wikipédia en anglais intitulé « Gideon Sa'ar » (voir la liste des auteurs).